# أزمة سد أوروفيل 2017

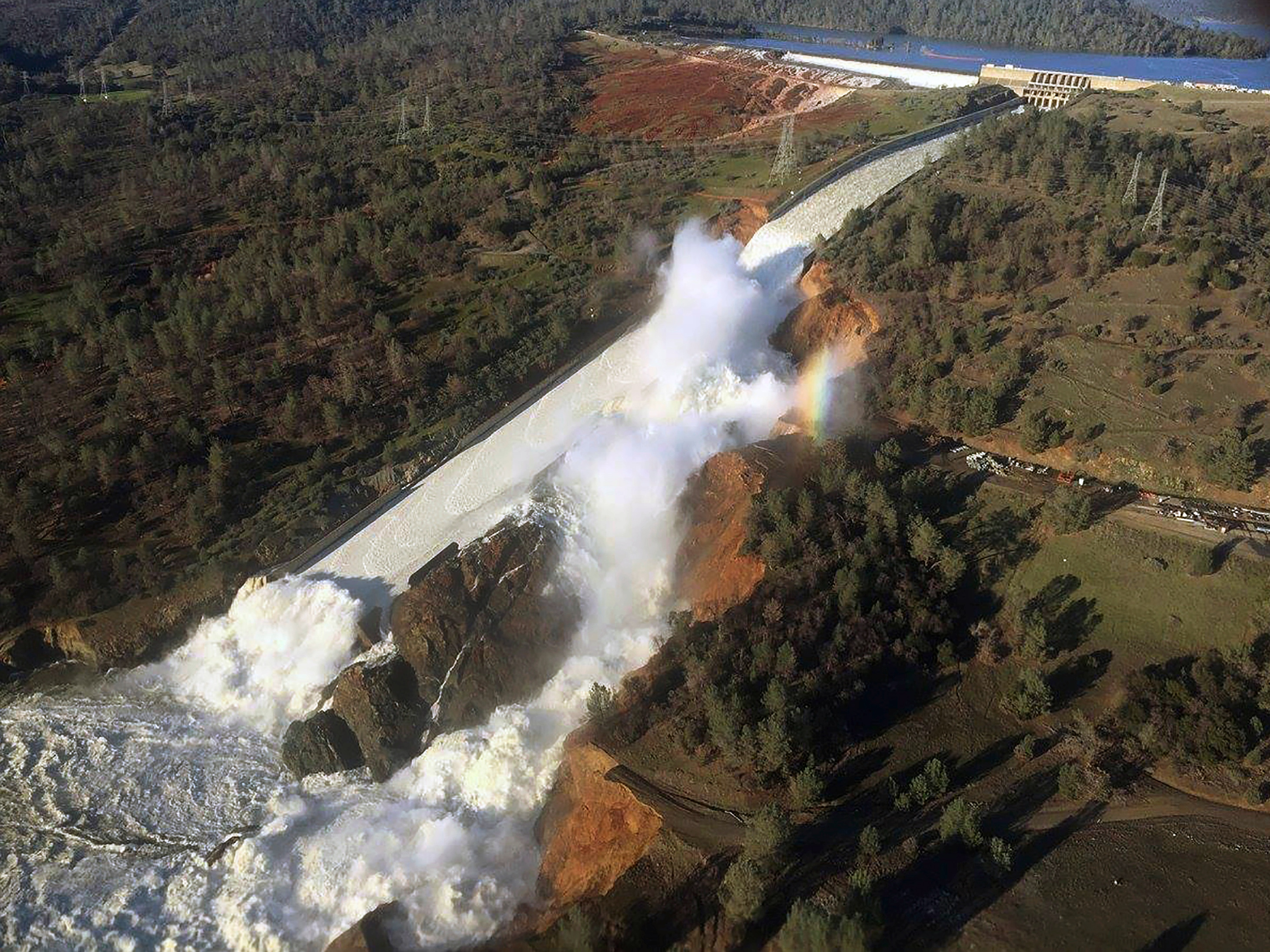
فاضت المياه في ساحة انتظار السيارات بعد مجرى تصريف الطوارئ (في الخلفية) ، بينما استمرت المياه في التدفق عبر مجرى الصرف الرئيسي (في المقدمة) ، في 11 فبراير, 2017.

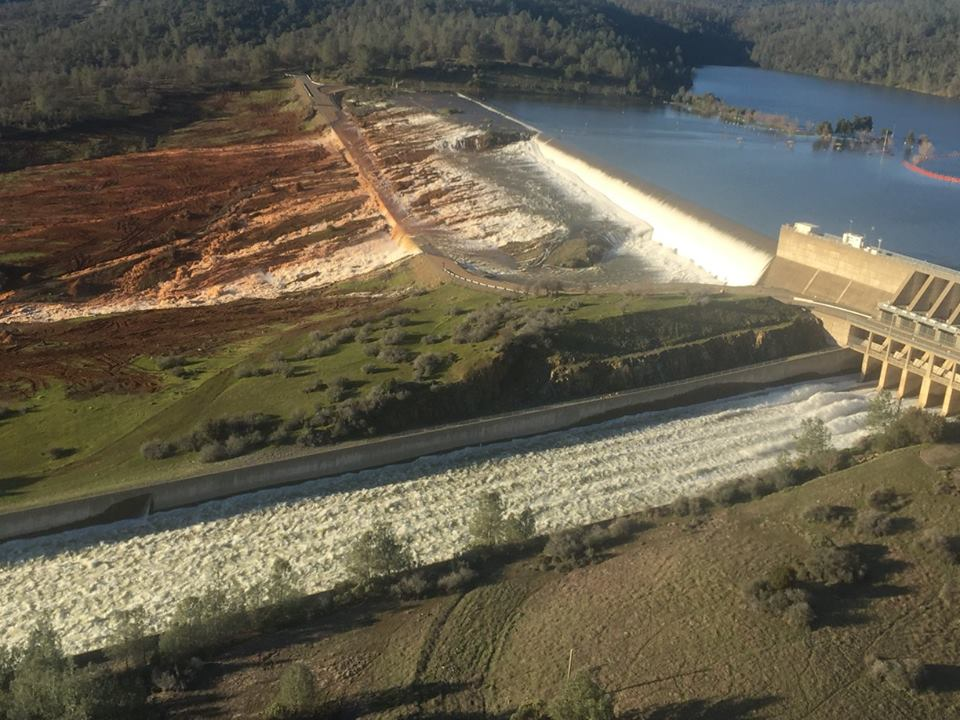
تتدفق المياه من سد أوروفيل فوق مجرى تصريف الطوارئ يوم الأحد 12 فبراير ، 2017.

أزمة سد أوروفيل 2017 (بالإنجليزية: 2017 Oroville Dam crisis)‏ شكلت تهديدا كبيرا ومستمرا على الأرواح والممتلكات في شمال كاليفورنيا. يبلغ ارتفاع سد أوروفيل 770 قدم (235 م)، يُعد أطول سد في الولايات المتحدة. ويقع في مقاطعة بوت حوالي 70 ميل (110 كـم) شمال سكرامنتو، السد كّون بحيرة أوروفيل، ويتحكم في تدفق نهر فيذر.
في أوائل فبراير 2017، تسببت العواصف بأضرار جسيمة في اقنية السد، مما أعاق الإفراج الآمن عن فيضان المياه، وأدى إلى فيضان مياه غير متحكم به من بحيرة السد إلى مفيض طواري السد ونتيجة لقوة تيار الماء المنساب مع مفيض الطواري تشكلت حفرة في أرضية المفيض الخرسانية وتحطم الحواجز الجانبية مما أدى إلى خروج المياه من قناة المفيض وجرفها للتلال الترابية المحيطة والتي تشكل خطرا في حال وصولها لجسم السد الرئيسي، مما حد بالسلطات إلى اجلاء أكثر من 180،000 شخص يعيشون في اتجاه مجرى النهر على طول نهر فيذر.